# Lost in Translation
Lost in Translation er et komediedrama fra 2003 instrueret, produceret og skrevet af Sofia Coppola og med Bill Murray og Scarlett Johansson i hovedrollerne.

## Medvirkende
| Skuespiller        | Rolle         |
| ------------------ | ------------- |
| Bill Murray        | Bob Harris    |
| Scarlett Johansson | Charlotte     |
| Giovanni Ribisi    | John          |
| Anna Faris         | Kelly         |
| Fumihiro Hayashi   | Charlie Brown |
| Akiko Takeshita    | Ms. Kawasaki  |

## Modtagelse
Lost in Translation blev generelt modtaget godt af kritikerne og har en friskhed på 95% på Rotten Tomatoes. Filmkritikeren Roger Ebert gav filmen fire ud af fire stjerner.